# Václav Farník
Václav Matyáš Farník (29. srpna 1770, Dobřichovice – 30. listopadu 1838, Praha) byl český hudebník, vynikající hráč na hoboj a klarinet.

## Život a činnost

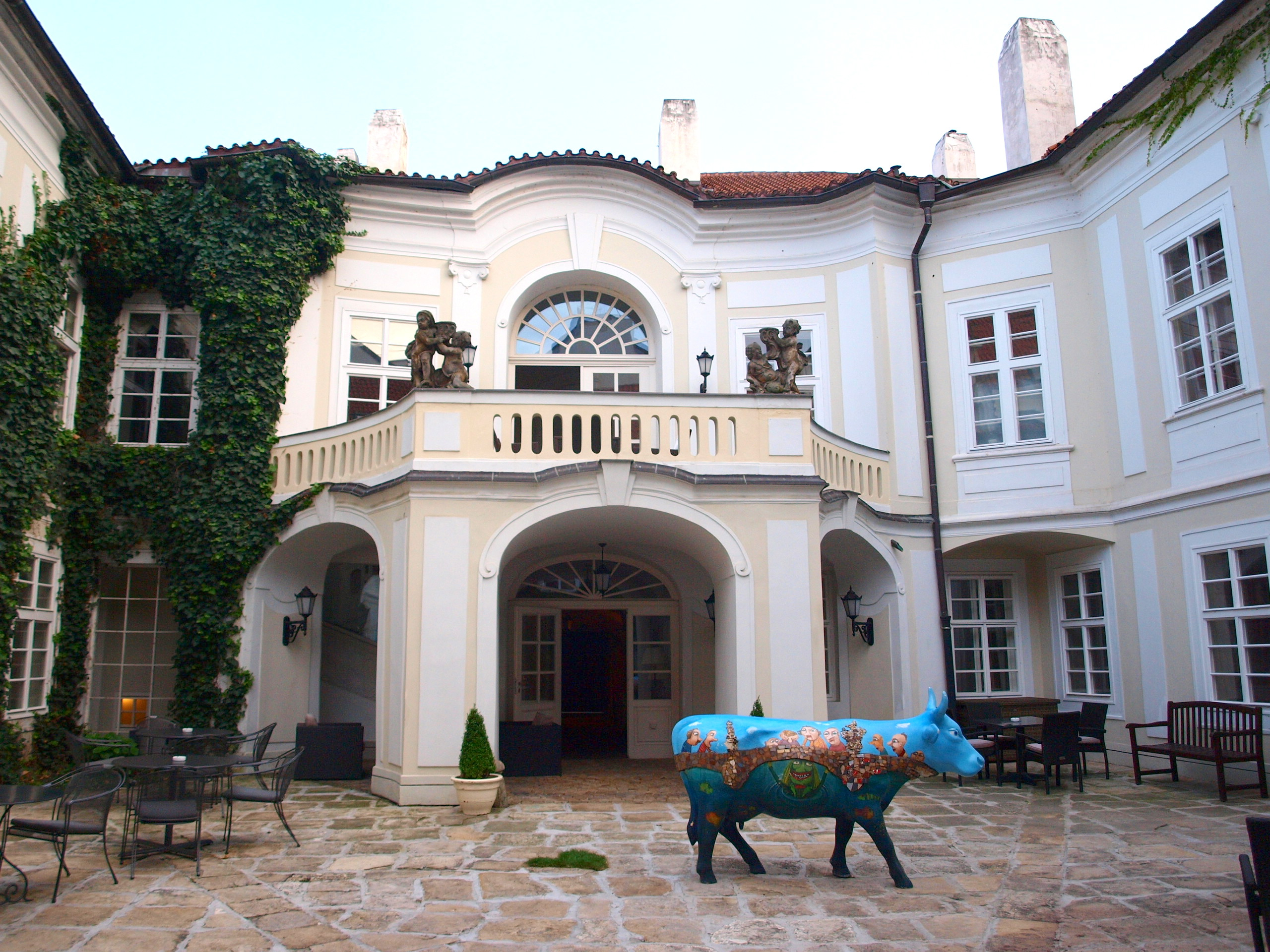
Pachtovský palác na Starém Městě, místo působení Václava Matyáše Farníka v kapele hraběte Jana Josefa Pachty z Rájova.

Již v mládí byl velmi talentovaným hudebníkem. Zpočátku byl vokalistou v kostele svatého Františka u křižovníků v Praze-Starém Městě a poté se stal členem vyhlášeného orchestru hraběte Jana Josefa Pachty z Rájova v jeho paláci na Anenském náměstí.
Václav Farník byl vůbec jako první jmenován profesorem klarinetové hry na nově založené Pražské konzervatoři, kde vychoval celou generaci skvělých žáků (mj. i Fr. Blatta a Julia Pisařowitze, Josefa Proksche ad.).
Na sklonku svého života byl činný i jako hobojista v chrámu sv. Víta. Zemřel v Praze dne 30. listopadu 1838.
Václav Matyáš Farník byl jedním z nejvýznamnějších klarinetistů přelomu 18. a 19. století v celoevropském kontextu.